# Jyrki Holopainen
Jyrki Holopainen  (* 1987) ist ein finnischer Unihockeyspieler, der beim Nationalliga-A-Verein SV Wiler-Ersigen unter Vertrag steht.

## Karriere

### Verein

#### OLS
2004 debütierte Holopainen in der höchsten Spielklasse für Oulun Luistinseura. In drei Jahren steigerte der Verteidiger seine Torausbeute kontinuierlich.

#### SPV
2007 wechselte Holopainen zum Spitzenverein Seinäjoen Peliveljet. 2012, 2013 und 2015 gewann er mit SPV die finnische Meisterschaft.

#### Floorball Köniz
2020 verpflichtete Floorball Köniz den ehemaligen finnischen Nationalspieler von SPV.
Nachdem die Saison in der Nationalliga A aufgrund der Corona-Pandemie unterbrochen worden war, wechselte er kurzzeitig zurück zu Seinäjoen Peliveljet.